# Эсфирь (пьеса)
«Эсфирь» (фр. Esther) — трагедия французского драматурга Жана Расина, написанная и поставленная на сцене в 1689 году.

## Сюжет
Главная героиня пьесы — библейский персонаж, иудейская наложница царя персов Артаксеркса. Она рассказала возлюбленному о кознях его приближённого Амана и таким образом спасла от истребления весь иудейский народ. В изображении Расина Эсфирь — очень скромная и религиозная девушка.

## Судьба пьесы
«Эсфирь», как и следующая трагедия Расина «Гофолия», была написана для постановки в закрытой женской школе в Сен-Сире, попечительницей которой была морганатическая жена короля Франции Людовика XIV мадам де Ментенон. От драматурга в обоих случаях требовалась разработка «благочестивого» сюжета без любовной интриги, чтобы пьесу можно было использовать в воспитательных целях. Поэтому Расин взял библейский сюжет.
Пьеса была поставлена на школьной сцене для узкого круга зрителей — короля, мадам де Ментенон и немногочисленных придворных. Спектакль имел огромный успех, и получить приглашение на него считалось во французском обществе высшей милостью и огромной удачей. Королевская привилегия предполагала, что пьеса не может быть поставлена в обычном театре, так что широкая публика смогла увидеть «Эсфирь» существенно позже.
Сразу после первой постановки появилась трактовка «Эсфири» как «пьесы с ключом». В Артаксерксе видели Людовика XIV, а в Эсфири — мадам де Ментенон. Относительно иудеев были два варианта: Расин мог иметь в виду протестантов, подвергавшихся преследованиям после отмены Нантского эдикта в 1685 году, или янсенистов.